# Belmont-sur-Rance
Belmont-sur-Rance [bɛlmɔ̃syʁɑ̃s] (okzitanisch: Bèlmont de Rance) ist ein Ort und eine südfranzösische Gemeinde mit 990 Einwohnern (Stand: 1. Januar 2022) im Département Aveyron in der Region Okzitanien (zuvor Midi-Pyrénées). Sie gehört zum Arrondissement Millau und zum Kanton Causses-Rougiers. Die Einwohner werden Belmontais genannt.

## Lage
Belmont-sur-Rance liegt etwa 42 Kilometer ostsüdöstlich von Albi im Südwesten der historischen Provinz Rouergue am Fluss Rance, in den hier der Zufluss Liamou einmündet. Umgeben wird Belmont-sur-Rance von den Nachbargemeinden Rebourguil im Norden, Montlaur im Nordosten, Mounes-Prohencoux im Osten und Südosten, Murasson im Süden, Saint-Sever-du-Moustier im Südwesten sowie Combret im Westen.
Im Gemeindegebiet liegt der Flugplatz Saint-Affrique-Belmont.

## Bevölkerungsentwicklung
| Jahr                       | 1962 | 1968 | 1975 | 1982 | 1990 | 1999 | 2006 | 2019 |
| Einwohner                  | 922  | 877  | 794  | 883  | 1021 | 1006 | 1012 | 972  |
| Quellen: Cassini und INSEE |      |      |      |      |      |      |      |      |

## Sehenswürdigkeiten
- Stiftskirche Notre-Dame-de-l’Assomption aus dem 16. Jahrhundert, Monument historique seit 1929
- Statuenmenhir von Belmont und Statuenmenhir von Saint-Julien

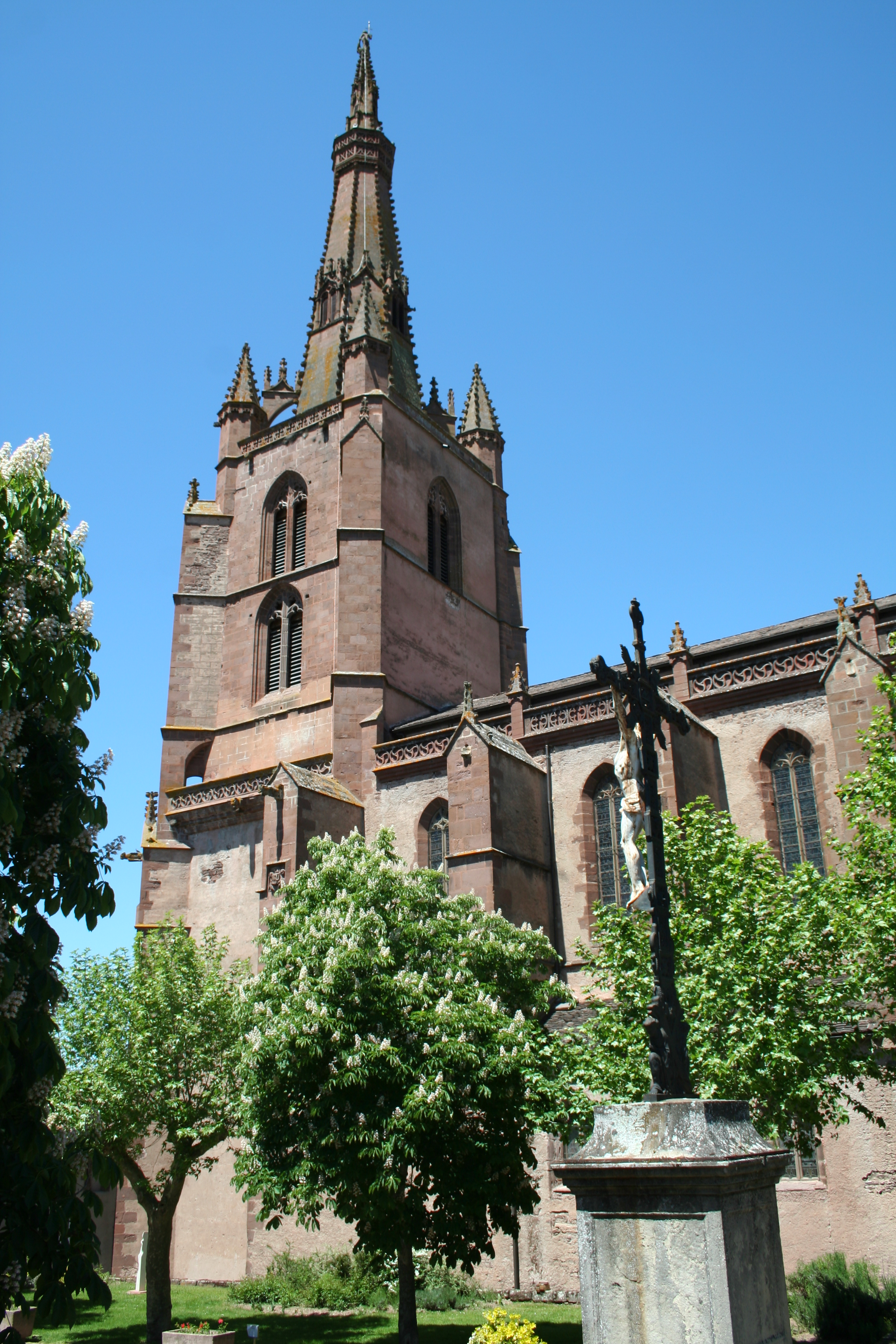
Glockenturm der Kirche Notre-Dame-de-l’Assomption
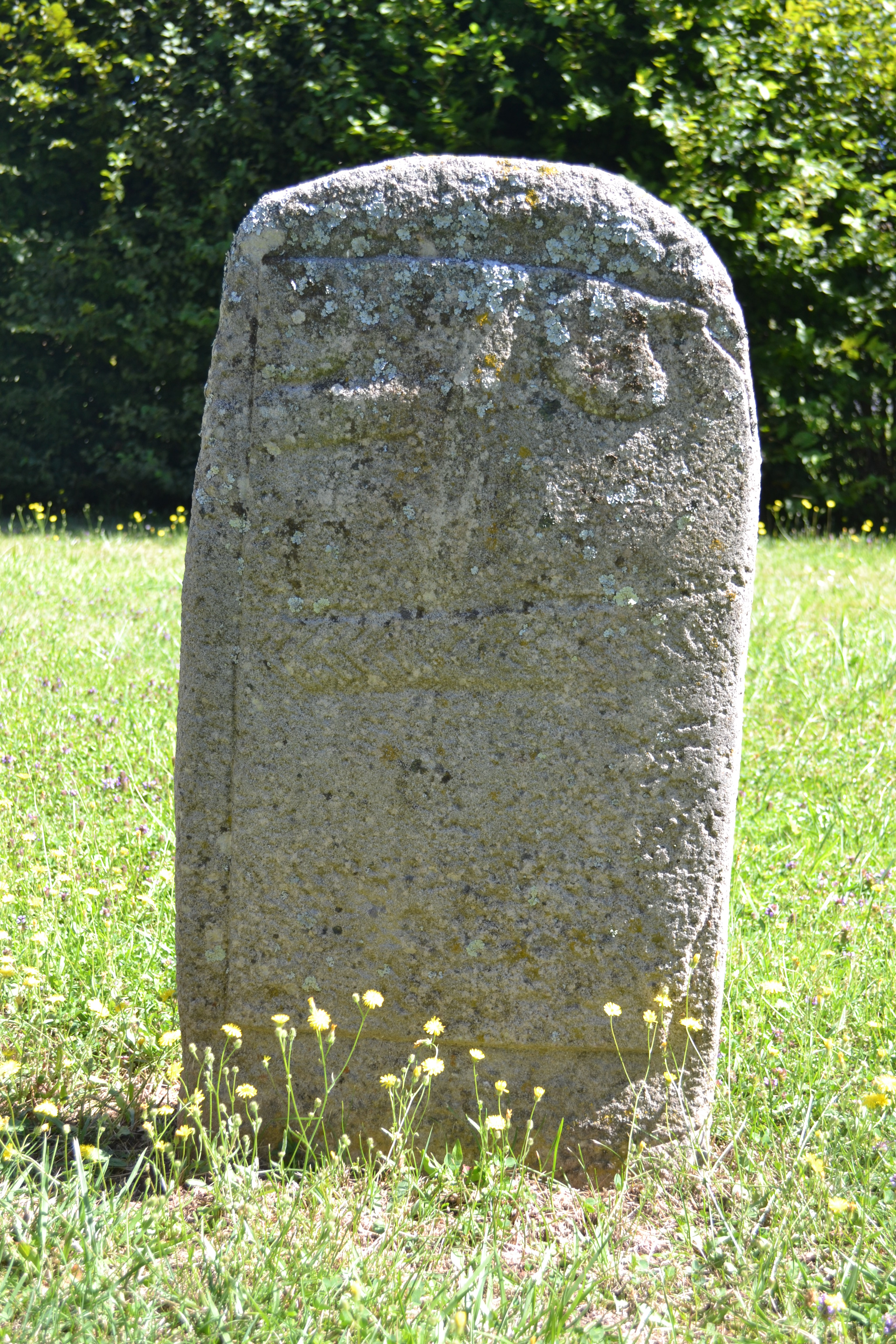
Kopie des Statuenmenhirs von Belmont
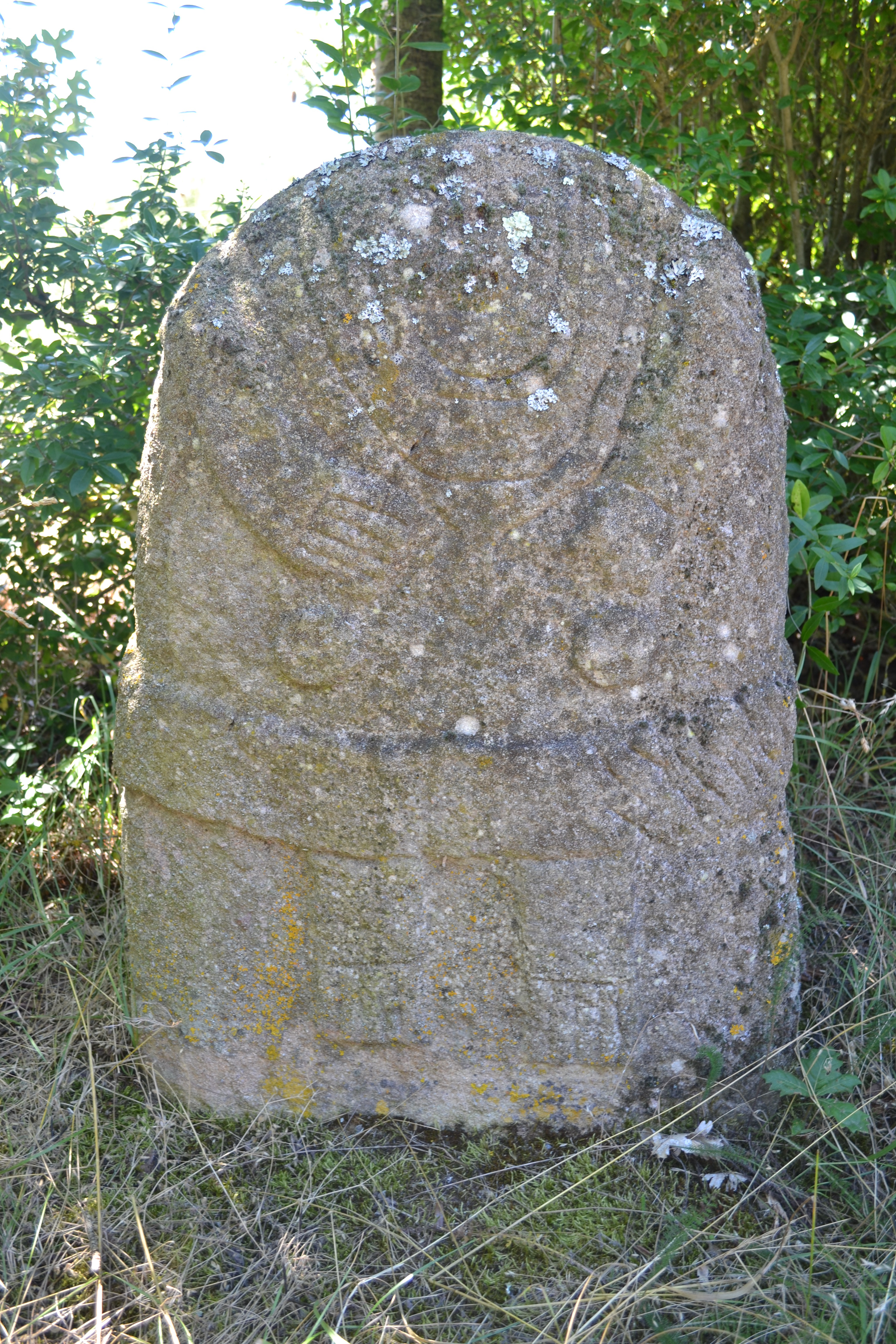
Kopie des Statuenmenhirs von Saint-Julien